# Кубанские областные ведомости
«Куба́нские областны́е ве́домости» (рус. дореф. Кубанскія областныя вѣдомости) — газета, издававшаяся на Кубани в период с 1863 по 1917 годы. Изначально выходила еженедельно под названием «Куба́нские войсковы́е ве́домости» (рус. дореф. «Кубанскія войсковыя вѣдомости»). С 1871 года в течение недолгого времени называлась «Кубанские ведомости», после чего была окончательно переименована в «Кубанские областные ведомости».

## История
Газета была впервые выпущена 12 апреля 1863 года. Она стала первым периодическим изданием, появившимся на территории Кубани. Газета стала официальным изданием местной администрации. Издавалась в Екатеринодаре, являлась первым печатным органом региона. Издателями и редакторами первой кубанской газеты были граф Феликс Сумароков-Эльстон, Лев Прага, Михаил Гегидзе.
В 1868 году в газете начали публиковать метеорологические данные о погоде в Екатеринодаре за неделю. В 1871 году газета сменила название на «Кубанские областные ведомости». В последние годы выходила ежедневно (кроме понедельника).
Газета имела две секции: «официальную» и неофициальную. В «официальной» части печатались правительственные распоряжения и официальные объявления. Вторая часть содержала статьи различной тематики, небольшие литературные произведения, частные объявления. «Неофициальная» часть включала также такие материалы, которые шли вразрез с официальной точкой зрения.  Тираж газеты составлял 600–750 экземпляров. Также к газете нередко выходили «прибавления» — приложения, содержащие, обычно, дополнительную официальную информацию.
Газета приобрела популярность в конце 1870—1880-х годов. В период середины 1870-х годов Николай Кармалин, возглавлявший Кубанское казачье войско, активно содействовал продвижению образования в регионе и противостоянию дефицитам административного управления. Эти инициативы нашли поддержку в политике, реализуемой действующим редактором «неофициальной» секции газеты, кубанским историком Евгением Фелицыным. Лука Мельников, один из наиболее известных редакторов неофициальной секции газеты, активно привлекал разнообразных авторов, написавших материалы, отражающие актуальные события, включая критику политики властей. В «Кубанских областных ведомостях» стали всё более частыми материалы, разоблачающие недобросовестное поведение чиновников, преступления в сфере финансов и коррупции, а также публикации, посвящённые актуальным событиям. Однако впоследствии в результате обвинений в клевете в адрес редактора подобные материалы практически исчезли из страниц издания.
Местные власти, однако, высказывали свои недовольства по поводу редакционной политики данного издания. Например, Мельников размещал запрещённую корреспонденцию Льва Толстого в период его пребывания в Крыму, а также публиковал судебные отчёты по делу полицейского пристава Крюковского, которого подвергли обвинениям в превышении своих служебных полномочий.
По окончании редакционного мандата Луки Мельникова «живая общественная газета» вновь превратилась в официальное печатное издание и продолжила свою деятельность в этом статусе до 1917 года.

## Редакторы
- Руденко, Семён Васильевич
- Гегидзе, Михаил Егорович